# Île du Bac (Saint-Pierre-du-Vauvray)
Pour les articles homonymes, voir île du Bac.
L'île du Bac est une île de la Seine partagée entre les communes de Saint-Pierre-du-Vauvray (les 9/10e de l'île) et Andé (1/10e, au nord-est).
Située dans une boucle du fleuve, longue de plus de 1 000 mètres pour une largeur maximale de 270 mètres, l'île est traversée dans sa partie nord par la route départementale 313 D 313. 
Deuxième île depuis l'amont, après l'île du Héron , dans un ensemble de 5 îles situées dans cette boucle de la Seine, elle est la seule habitée avec l'île du Martinet  et la seule accessible par un pont (le pont de Saint-Pierre-du-Vauvray).